# Broekbos

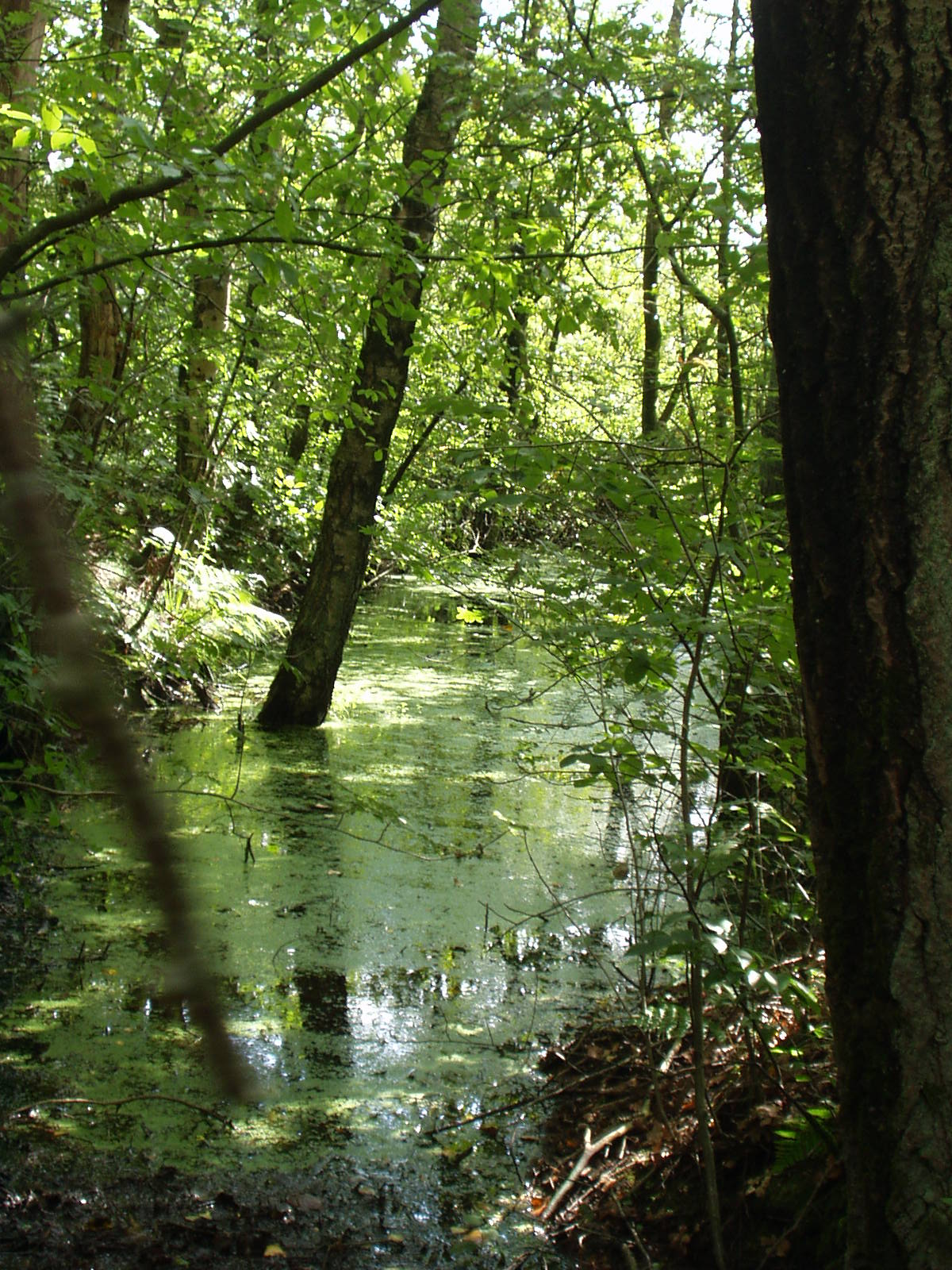
Broekbos bij Anderen in Drenthe

Een broekbos is een permanent nat en af en toe plaatselijk overstroomd bos. Deze natte bossen komen wereldwijd voor. Broekbossen zijn in natte beekdalen en langs laag- en hoogvenen te vinden. Het bijbehorende landschap wordt wel broek genoemd, maar in veel broeken is het bos verdwenen.
Het bostype komt in Europa algemeen voor. Sinds de tweede helft van de 20e eeuw zijn in Vlaanderen en Nederland veel van de traditionele broekbossen verdwenen. De resterende gebieden worden vaak beschermd vanwege de specifieke flora en fauna. Ook vindt natuurherstel plaats. Op laagveengronden nemen elzen- en berkenbroekbossen door veranderd gebruik en beheer toe.

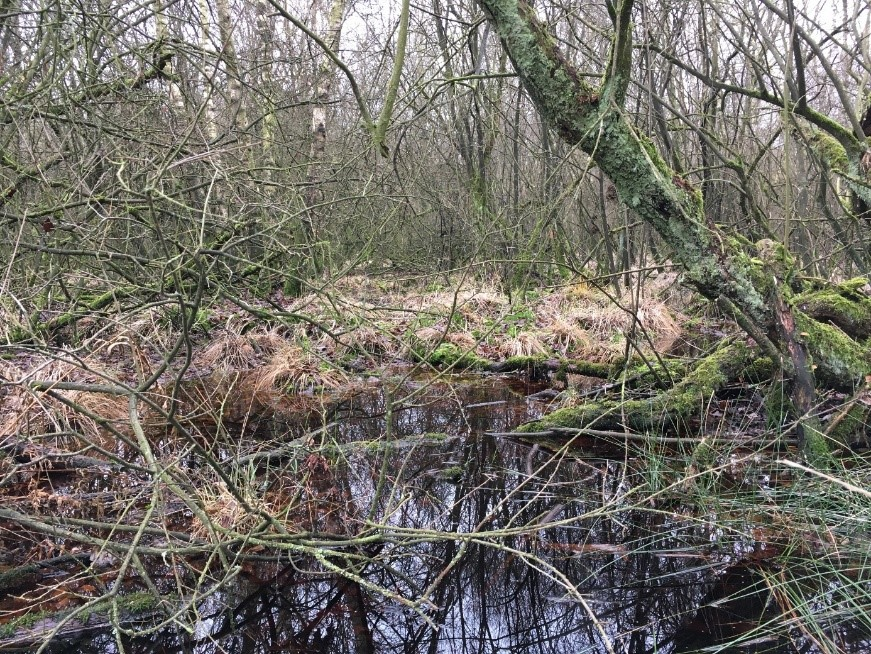
Berkenbroekbos Aamsveen

In een broekbos wordt de vegetatie bepaald door de hoge stand van het grondwater. 'Broek' betekent laaggelegen moerassig land. Het grootste gedeelte van het jaar staat de waterspiegel tot op of boven het maaiveld. Elzen en berken vormen hierbij de boomlaag. Afhankelijk van de soortensamenstelling vallen broekbossen vegetatiekundig gezien onder de klasse van berkenbroekbossen (Vaccinio-Betuletea pubescentis) of de klasse van elzenbroekbossen (Alnetea glutinosae). Er zijn drie verschillende biotopen aan te wijzen waarin broekbossen aanwezig zijn: laagveen, hoogveen en beekdalen. De berkenbroekbossen zijn ontstaan uit hoogvenen en natte heidegebieden. Elzenbroekbossen komen voor in beekdalen en laagveengebieden.

## Biotoop, flora en fauna
De drie broekbosbiotopen op laagveen, hoogveen en in beekdalen wijken sterk af van andere bosbiotopen. De luchtvochtigheid en grondwaterstand zijn hoog. Slechts een beperkt aantal boomsoorten kan onder deze zeer natte omstandigheden groeien. Door het gebrek aan zuurstof in de bodem vindt er weinig afbraak van organisch materiaal plaats. Hierdoor hoopt dit materiaal zich op en kan veenvorming optreden. Binnen een broekbos zijn de verschillen in milieu erg groot. In een goed ontwikkeld broekbos zijn er zeer natte laagten en relatief droge plekken rondom boomvoeten. Zo kan gele lis goed groeien op de nattere plekken in de broekbossen, en gedijt de bosanemoon op de drogere plekken. De soortensamenstelling wordt nauwelijks bepaald door de leeftijd van het bos of door de samenstelling van de boomlaag. Abiotische factoren bepalen voor een groot deel welke soorten in een broekbos voorkomen. Broekbossen bevatten weinig typische bosplanten en hebben vooral lichtminnende soorten in de ondergroei. Typische bossoorten verspreiden zich vaak traag, waardoor ze niet snel in (jonge) broekbossen worden aangetroffen. Voor broekbossen zijn weinig soorten kenmerkend. De uitzondering hierop is de elzenzegge; deze soort komt vrijwel uitsluitend voor in de elzenbroekbossen in beekdalen. Elzenzegge is een kensoort voor de associatie elzenzegge-elzenbroek. Veel soorten in broekbossen komen ook voor in moeras. Wanneer bijvoorbeeld berkenbroekbos aan een moeras grenst, bestaat de ondergroei vaak uit moerassoorten, zoals pijpenstrootje en eenarig wollegras.

### Ontstaan van broekbos
Broekbossen ontwikkelen zich vaak in veengebieden of op plekken waar het voor andere typen bos te nat is. Broekbossen zijn vaak het eindstadium van de vegetatiesuccessie door verlanding en bosontwikkeling. Vaak worden zij in de successie voorafgegaan door broekstruweel. Van oudsher kwam elzenbroekbos voornamelijk voor in beekdalen, en was er relatief weinig broekbos langs hoog- en laagveen. Door menselijke ingrepen in de waterhuishouding ten behoeve van de landbouw, verdroogden veel van de veengebieden en konden bomen zich hier ontwikkelen. Hierdoor ontstond er meer elzen- en berkenbroekbos rondom en op veen. Ook het verminderd maaien van riet zorgde ervoor dat er zich meer broekbos kon ontwikkelen. Zo was het oppervlak aan elzenbroekbos in de regio Vechtplassen slechts 200 hectare in 1920, maar dit breidde zich uit van 450 hectare in 1950 tot 650 hectare in 1980. In de Wieden en Weerribben was de uitbreiding na 1950 relatief nog veel sterker. Sinds de jaren 1970 vindt er in veengebieden vaak opslag van berken plaats, waardoor deze gebieden zich zonder ingrijpen kunnen ontwikkelen naar broekbos. De elzenbroekbossen van de beekdalen zijn in oppervlakte juist achteruit gegaan door ontginning.

### Broekbos in verschillende biotopen

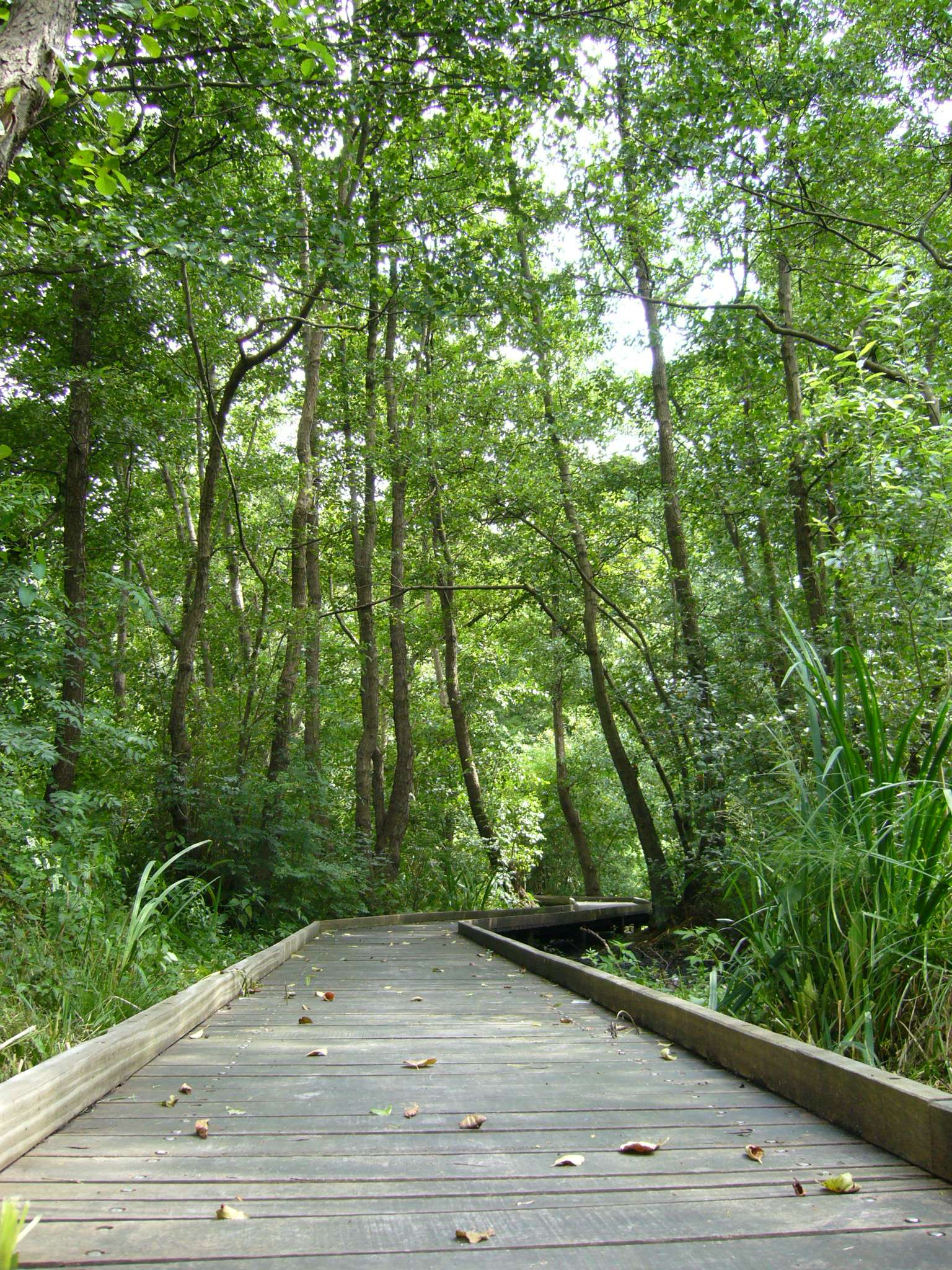
Vlonderpad door elzenbroekbos in het moerasgebied Hooglandsedijk bij Amersfoort

In Nederland worden vanuit vegetatiekundig oogpunt twee klassen broekbos onderscheiden: elzenbroekbos en berkenbroekbos. Deze worden als aparte klassen onderscheiden op het hoogste niveau in de vegetatiekunde. Ondanks de naam worden ze als vegetatieklasse niet onderscheiden op boomsoorten, maar op de aanwezige soorten in de ondergroei. De verschillende biotopen waarin broekbos voorkomt, zijn bepalend voor de soorten die voorkomen. Aan de hand daarvan worden de volgende drie broekbostypen onderscheiden:

#### Elzenbroekbos in beekdalen
Bij elzenbroekbos in beekdalen is er sprake van een natte, matig voedselrijke bodem waarop zwarte els domineert. Vaak is er hierbij sprake van kwel, die rijk is aan ijzer. Kenmerkende soorten zijn elzenzegge, dotterbloem, slangenwortel en holpijp. In plassen ontwikkelt zich een verlandingsvegetatie met soorten als waterdrieblad en grote boterbloem. Een grote rijkdom aan bladmossen is kenmerkend voor dit type bos.
Door de stijgende vraag naar landbouwgrond en voortschrijdende mechanisatie zijn in de 20e eeuw vrijwel alle beken in beekdalen gekanaliseerd. Door kanalisering kan het water snel worden afgevoerd en valt een broekbos droog, waarna het voor landbouw kan worden ontgonnen. In de 21e eeuw zijn op diverse plaatsen in Nederlandprojecten voor beekherstel uitgevoerd om beken weer te laten meanderen. Het centrale gedeelte van de broekbossen bleef ten tijde van de ontginning soms nat vanwege hoge kweldruk, waardoor deze bossen niet altijd in cultuur zijn gebracht. Hun vitaliteit werd desondanks minder, en langs de randen kregen soorten die op stikstofrijke bodems groeien de overhand, zoals braam. Elzenbroekbos is van zichzelf al relatief voedselrijk. Elzen leggen door middel van micro-organismen (actinomyceten) in de wortelknolletjes tot 100 kg per hectare stikstof vast.

#### Elzenbroekbos op laagveen

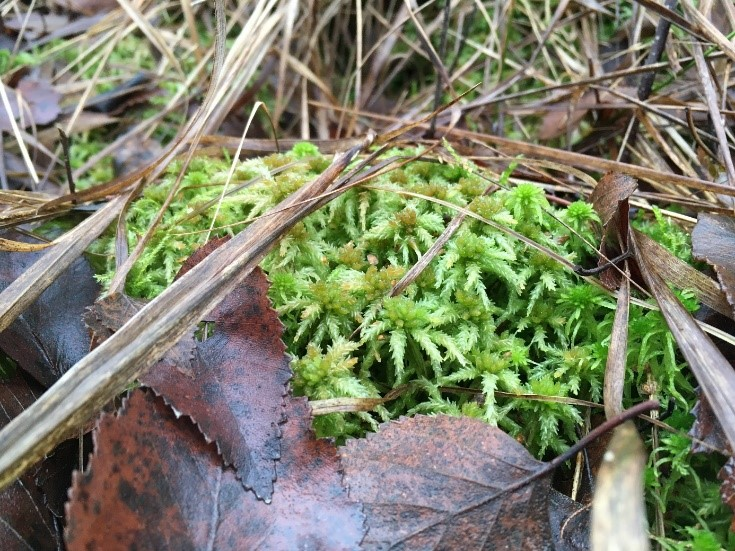
Veenmos in broekbos

Veel elzenbroekbos op veen is ontstaan door ontwatering, waardoor bomen zich konden vestigen. Een kenmerkende associatie in de elzenbroekbossen is het moerasvaren-elzenbroek. Zwarte els, moerasvaren en veenmossen zijn voor deze associatie kenmerkend. Veel voorkomende soorten naast moerasvaren zijn pluimvaren, moeraswederik, oeverzegge en haakveenmos. Bij toenemende verzuring en verdroging komt in laagveengebieden op kraggen (drijvende eilandjes van planten) en in veenmosrietland plaatselijk ook berkenbroekbos tot ontwikkeling. Hierin kunnen zich hoogveen-typerende soorten als eenarig wollegras vestigen, zoals in het Naardermeer is gebeurd. De meeste broekbossen liggen echter op locaties waar water snel wegloopt uit het gebied, zodat er geen hoogveenvorming kan plaatsvinden.

#### Berkenbroekbos op hoogveen en natte heide
Net als elzenbroekbos op laagveen, is het berkenbroekbos vaak ontstaan door ontwatering van het naastliggende hoogveen ten behoeve van landbouwontginning. Door voortschrijdende ontwatering breidt berkenbroekbos zich in sommige regio’s uit. Zo was het oppervlak aan berkenbroekbos in de regio Vechtplassen slechts 300 hectare in 1920, maar dit breidde zich uit tot meer dan 2000 hectare in 1980. Berkenbroekbossen komen uitsluitend voor op venige biotopen waar alleen zuur en voedselarm regenwater aanwezig is. De pH ligt tussen de 2.0 en 2.5. De rijsbes is de enige kensoort voor dit bostype.

### Fauna
Broekbossen herbergen veel verschillende diersoorten, mede dankzij de grote variatie aan milieus die een broekbos biedt. Het droogvallen van poelen in de zomer zorgt ervoor dat vissen niet kunnen overleven in een broekbos. Het gevolg is dat er minder predatiedruk is op andere watergebonden soorten.
Ongewervelde diersoorten vormen een belangrijke groep, met name de muggen. In de zomer zijn steekmuggen zeer talrijk. Naast muggen zijn kokerjuffers een belangrijke groep. Sommige soorten hebben zich goed aangepast aan het feit dat broekbos vaak droogvalt.
Zoogdieren komen het hele jaar voor in het broekbos. De meeste soorten zijn niet gespecialiseerd in broekbossen en gebruiken ook andere landschapselementen. De bever helpt bij het ontstaan van broekbossen door het afdammen van beken, waardoor bossen op grootschalige wijze geïnundeerd worden. Het nadeel hiervan is dat het bij zeer lange inundatie te nat wordt voor elzen, waardoor wilgen de overhand nemen. De waterspitsmuis komt voor langs beken en in broekbossen. Deze soort is goed aangepast aan natte omstandigheden en voedt zich met ongewervelde soorten, met name op het land.
Een typische broekbos-vogel is er niet. Wel komen er veel vogelsoorten voor. Dit zijn grotendeels typische bossoorten, waaronder de middelste bonte specht. Uit onderzoek blijkt dat er nog weinig kennis is over fauna in broekbossen. Het is bijvoorbeeld nog onduidelijk welke soorten insecten er voorkomen.

## Verspreiding
Broekbossen komen in Europa veelvuldig voor. Broekbos is van nature geen dominerend bostype; het is beperkt tot zeer natte groeiplaatsen. Berkenbroekbos heeft zijn hoofdverspreiding in Midden- en Noord-Europa. In het algemeen geldt dat naar het oosten toe de hoogvenen sterker bebost zijn. Nederland ligt aan de zuidwestelijke grens van het areaal. Elzenbroekbossen komen ook in heel Europa voor. In Nederland zijn ze wijd verbreid, maar over het algemeen zijn ze verdroogd en klein in oppervlakte. Goed ontwikkelde beekbegeleidende elzenbroekbossen zijn zeldzaam geworden sinds de 1970er jaren. De restanten zijn vaak niet groter dan enkele hectaren.,

## Functies
Broekbossen herbergen een specifieke flora en fauna. verschillende functies, met name voor het behoud of vergroting van biodiversiteit en waterbeheer.
Broekbossen zijn in het algemeen slecht toegankelijk voor de mens, waardoor ze een rustig milieu vormen voor dieren, in het bijzonder voor vogels. Voor overwinterende vogelsoorten als sijs en barmsijs zijn broekbossen belangrijke foerageergebieden. Daarnaast broeden er soorten als nachtegaal, zwartkop en bosrietzanger.
Ook kunnen broekbossen een verbinding vormen met andere bossen zodat fungeren als een ‘stepping-stone’ voor planten en dieren. Ze vervullen deze functie voor moerasplanten die voor verspreiding van zaden of vegetatieve plantendelen over langere afstand afhankelijk zijn van inunderend beekwater. Ook dieren kunnen gebruik maken van de broekbossen om zich te verplaatsen door het landschap.
Broekbossen bieden daarnaast mogelijkheden voor waterberging. In sommige gevallen worden broekbossen aangeplant om water te zuiveren. Er zijn aanwijzingen dat drassige bossen een goed waterzuiverend vermogen zouden hebben.
Ten slotte spelen broekbossen een rol bij het vastleggen van CO2 door veenontwikkeling en boomgroei.

## Bedreigingen, beheer en bescherming
Broekbossen worden op verschillende manieren bedreigd. Met name broekbossen van de beekdalen zijn sterk gereduceerd in oppervlakte ten opzichte van vroeger. Door ontginning van deze gebieden zijn veel soorten verdwenen. Ook is vaak gebiedsvreemd water in broekbossen ingelaten, waardoor eutrofiëring en verzuring kon optreden, met als gevolg verruiging. Eutrofiëring kan ook voorkomen bij bossen in de buurt van landbouwgebieden. Ontwatering van gebieden kan een te lage grondwaterspiegel tot gevolg hebben, waardoor zich andere planten en organismen in het gebied kunnen vestigen. Daarnaast heeft het ecologisch systeem van de bossen vaak een geringe veerkracht vanwege de kleine omvang en geïsoleerde ligging van de gebieden.
Om de genoemde bedreigingen het hoofd te bieden, kan men verschillende maatregelen nemen:
- Aanpassing van het grondwaterregime. In geval van ontwatering kan geprobeerd worden het oude grondwaterregime terug te brengen op het niveau van voor de ontwatering. Het is daarbij belangrijk het broekbos niet te nat te maken, maar ook zeker niet te droog. Door het grondwaterpeil te hoog te laten staan, kan kwel worden weggedrukt, en daarmee de positieve invloed die kwel kan hebben op de ondergroei. Als het wel nodig is het peil te verhogen, moet men waken voor een te snelle stijging van het water. Elzen hebben een wortelgestel dat zich aanpast aan de grondwaterstand, maar dat kost enige tijd. Daardoor worden deze bomen kwetsbaar bij te snelle veranderingen.
- Herstel en borging van de gewenste waterkwaliteit. Terugbrengen van het oude grondwaterregime met vervuild water kan averechts werken. Als goede waterkwaliteit verzekerd is, is verder actief waterbeheer meestal niet nodig. Bij een normaal seizoensritme inundeert de bodem in de winter en het voorjaar, en valt ze droog in de zomer. Hierdoor ontstaan er vaak gradiënten van natte tot droge plekken, en daardoor condities voor een hoge biodiversiteit. Ook door het afsterven en omvallen van bomen ontstaan dergelijke gradiënten.
- Creëren van een open vegetatiestructuur. Dat kan via de juiste hydrologische toestand en via bosbeheerkundige ingrepen. Hierdoor valt er meer licht op de bodem, waardoor bodembegroeiing meer ruimte krijgt.
- Verkleining van de input van nutriënten. Dit minimaliseert verruiging.[14]
- Verbinden van broekbossen met elkaar, en het herstel van de oorspronkelijke waterlopen van beken.

### Nederland
Broekbossen worden in Nederland beschermd via de regeling Natuur beheer SVNL 2016 en natuurwetgeving in het kader van het Europese programma Natura 2000.

#### Natuurbeheer SVNL 2016
Via de regeling 'Natuurbeheer SVNL 2016' geven provincies subsidie voor behoud en ontwikkeling van natuur, waaronder broekbossen. Broekbossen vallen onder het SVNL-beheertype N14.02 Hoog- en laagveenbos. De beheerder of eigenaar kan een jaarvergoeding krijgen voor beheer van dit beheertype. Daarnaast kan hij een vergoeding voor monitoring krijgen. De beheerder dient hierbij het beheertype in stand te houden. De manier waarop is aan de beheerder zelf. De gewenste kwaliteit van de milieu- en watercondities is beschreven door de uitvoeringsorganisatie voor de gezamenlijke provincies BIJ12.

#### Natura 2000
Natura 2000 is het Europese netwerk van natuurgebieden. Binnen deze gebieden worden specifieke soorten en leefgebieden beschermd. Berkenbroekbossen vallen onder het zogenaamde habitattype H91D0. Ten opzichte van andere berkenbroekbossen in de rest van Europa zijn berkenbroekbossen in Nederland relatief soortenarm. Elzenbroekbossen vallen onder habitattype H91E0. De Nederlandse elzenbroekbossen zijn internationaal gezien niet van bijzondere betekenis omdat dit type veel in omliggende landen voorkomt. Naast de beschermende bepalingen bevat de Wet Natuurbescherming regels voor de vergunningverlening en voor het opstellen van beheerplannen en periodieke rapportages.